# Flagey (Haute-Marne)
Flagey ist eine französische Gemeinde mit 70 Einwohnern (Stand: 1. Januar 2022) im Département Haute-Marne in der Region Grand Est. Sie gehört zum Kanton Villegusien-le-Lac und zum Arrondissement Langres. 

## Geografie
Die Gemeinde Flagey liegt am Südostrand des Plateaus von Langres, 15 Kilometer südwestlich der Stadt Langres. Umgeben wird Flagey von den Nachbargemeinden Noidant-le-Rocheux im Norden, Brennes im Nordosten, Orcevaux im Osten, Baissey im Süden, Aprey im Südwesten sowie Perrogney-les-Fontaines im Nordwesten. Durch die Gemeinde führt die mautpflichtige Autoroute A31 mit der Anschlussstelle Langres.

## Bevölkerungsentwicklung

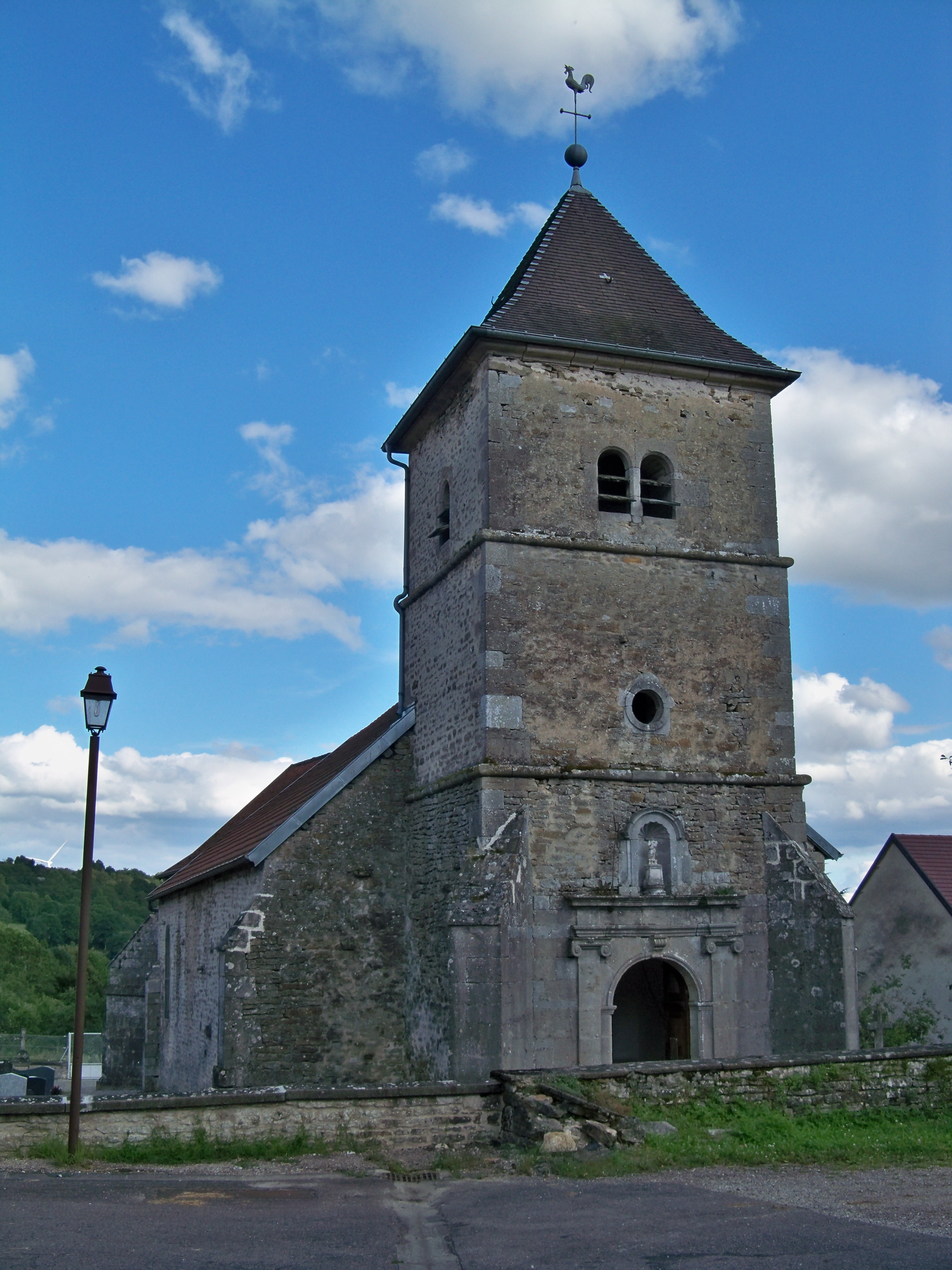
Kirche Saint-Isidore

| Jahr                       | 1962 | 1968 | 1975 | 1982 | 1990 | 1999 | 2008 | 2018 |
| -------------------------- | ---- | ---- | ---- | ---- | ---- | ---- | ---- | ---- |
| Einwohner                  | 120  | 96   | 69   | 79   | 60   | 64   | 85   | 80   |
| Quellen: Cassini und INSEE |      |      |      |      |      |      |      |      |